# Motoszybowiec

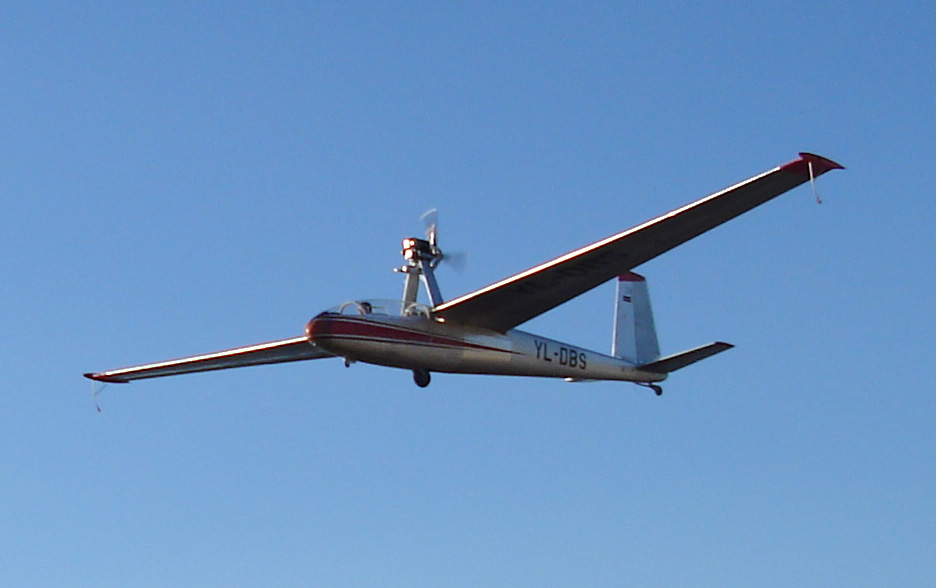
Motoszybowiec LET L-13M Blaník ponad plażą w dzielnicy Rygi – Vecāķi na Łotwie

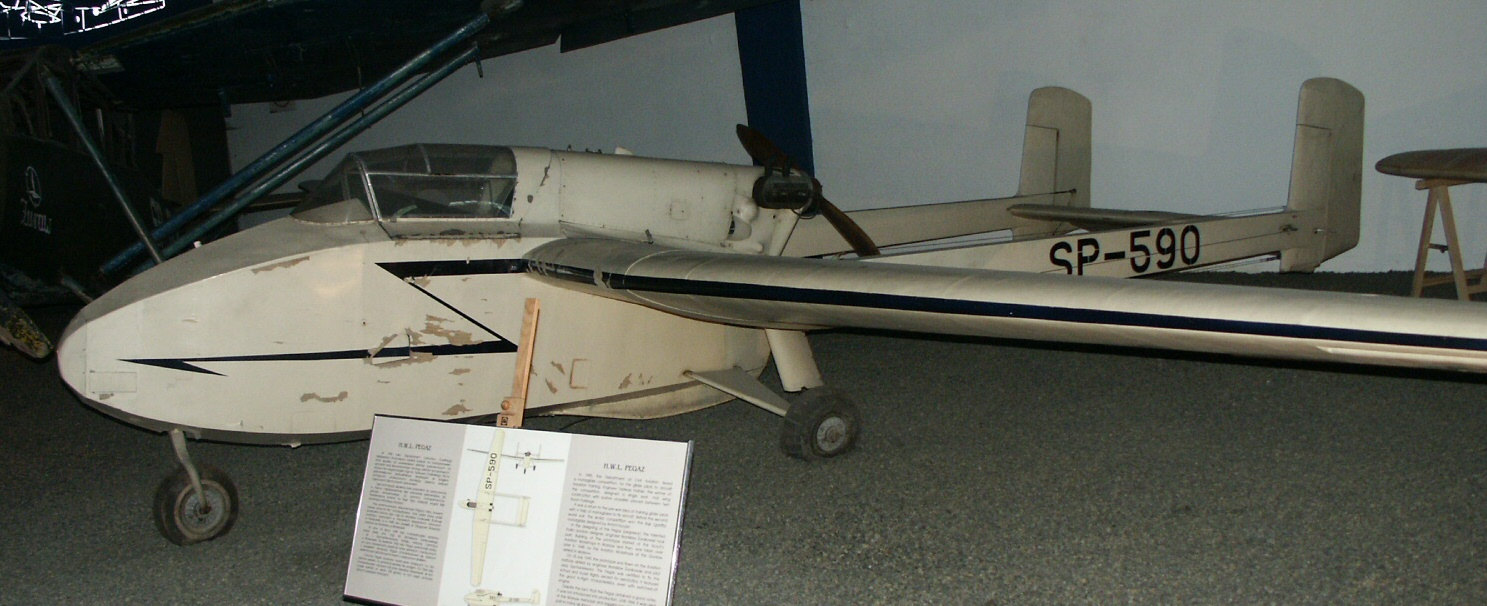
Motoszybowiec HWL Pegaz w Muzeum Lotnictwa Polskiego w Krakowie

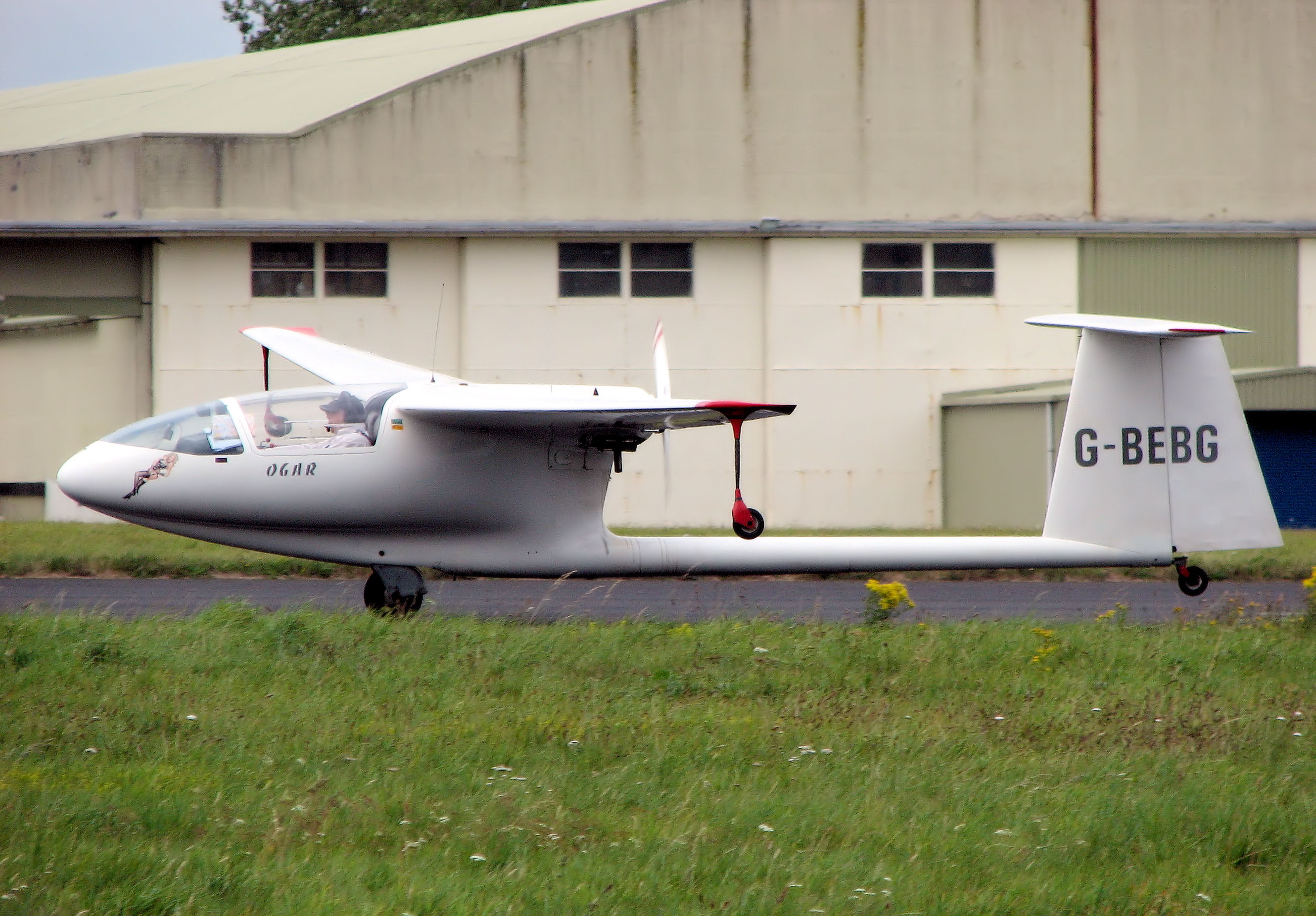
Polski motoszybowiec SZD-45 Ogar

Motoszybowiec – odmiana szybowca wyposażona w silnik umożliwiający samodzielny start. Od klasycznego szybowca odróżnia się też podwoziem umożliwiającym samodzielne starty (zwykłe szybowce w trakcie startu muszą być wspomagane przez obsługę naziemną). W odróżnieniu od samolotu, silnik w motoszybowcu nie stanowi głównego źródła napędu, a jedynie napęd pomocniczy używany do startu oraz w lotach bez warunków termicznych. Do napędu motoszybowców używa się głównie silników spalinowych o mocy poniżej 100 KM, ostatnio również silników elektrycznych.

## Polskie motoszybowce
W Polsce powstało kilka konstrukcji motoszybowców. W okresie międzywojennym – pierwszym był AMA (konstruktorzy studenci: Anczutin, Malinowski, Aleksandrowicz), później Bąk inżyniera Antoniego Kocjana. W tym okresie była to konstrukcja przewyższająca pozostałe konstrukcje motoszybowców na świecie. Po 1945 roku zaprojektowany i wykonany został motoszybowiec HWL Pegaz, który był pierwszym powojennym motoszybowcem konstrukcji Tadeusza Chylińskiego. Wyposażony był w prototypowy silnik GAD XL o pojemności 984 cm³ i mocy 31 KM przy 3000 obr./min, konstrukcji inżyniera Stefana Gajęckiego, będący pierwszym powojennym silnikiem lotniczym polskiej konstrukcji. Pegaz został oblatany 16 lipca 1949 roku. Jedyny egzemplarz był eksploatowany w Aeroklubie Warszawskim. Obecnie jest eksponowany w Muzeum Lotnictwa Polskiego w Krakowie. 
Motoszybowcem produkowanym seryjnie w Polsce był SZD-45 Ogar (wyprodukowano 67 egzemplarzy). W jednym egzemplarzu był wykonany PW-4 Pelikan konstrukcji zespołu doktora inżyniera Romana Świtkiewicza na Wydziale Mechanicznym Energetyki i Lotnictwa Politechniki Warszawskiej. Powstały też konstrukcje bazujące na istniejących szybowcach: „Moto-Bocian” i „Bocian Puls” bazujące na szybowcu SZD-9 Bocian oraz „MDM Moto-Fox Małgosia” adaptowana z szybowca MDM-1 Fox. 
Serię motoszybowców zaprojektował amator-konstruktor Jarosław Janowski, były to J-5 Marco oraz J-6 Fregata, który produkowany jest w Polsce, na bazie tego motoszybowca brytyjska firma BAE Systems produkuje bezzałogowe statki powietrzne BAE HERTI.
Najnowsza polska konstrukcja to motoszybowiec AOS-71, oblatana w 2012 roku. Jest to dwumiejscowy statek powietrzny o napędzie elektrycznym, który powstał w ramach współpracy Politechniki Warszawskiej i Politechniki Rzeszowskiej.